# Cork GAA
Le Cork County Board of the Gaelic Athletic Association ou plus simplement Cork GAA est une sélection de sports gaéliques basée dans la province du Munster. Elle est responsable de l’organisation des sports gaéliques dans le Comté de Cork et des équipes qui le représente dans les rencontres inter-comtés. Le comité a été fondé le 19 décembre 1886, ce qui en fait la deuxième plus ancienne branche de l’organisation nationale.
Au niveau national, Cork GAA peut s’enorgueillir de 113 titres gagnés à tous les niveaux du football gaélique et du hurling. Cork est l’équipe de hurling la plus glorieuse, elle a gagné son trentième titre au All-Ireland Senior Hurling Championship en 2005. Le comté a aussi gagné le All-Ireland Senior Football Championship en six occasions.

## EffectifCork GAA football 2013
- Manager-entraineur: Conor Counihan (Aghada)
- Selectionneurs: Brian Cuthbert (Bishopstown), Peadar Healy (Naomh Abán), Ronan McCarthy (Douglas), Mick 'Haulie' O'Neill (Clonakilty)

| N° | Nom                 | Poste                   | Naissance          | Club            |  |
| 1  | Alan Quirke         | Gardien de but          | 19 octobre 1976    | Valley Rovers   |  |
| 2  | Eoin Cadogan        | Arrière droit           | 1er septembre 1986 | Douglas         |  |
| 3  | Michael Shields     | Arrière central         | 8 juin 1986        | St.Finbarr's    |  |
| 4  | Thomas Clancy       | Arrière gauche          | 13 février 1992    | Clonakilty      |  |
| 5  | Damien Cahalane     | Demi-défensif droit     | 10 aout 1992       | Castlehaven     |  |
| 6  | Graham Canty (capt) | Demi-défensif central   | 23 juillet 1980    | Bantry Blues    |  |
| 7  | James Loughrey      | Demi-défensif gauche    | 10 septembre 1986  | Mallow          |  |
| 8  | Alan O'Connor       | Milieu                  | 2 juin 1985        | St.Colum's      |  |
| 9  | Pearse O'Neill      | Milieu                  | 1er décembre 1979  | Aghada          |  |
| 10 | Mark Collins        | milieu offensif droit   | 25 février 1990    | Castlehaven     |  |
| 11 | Aidan Walsh         | Milieu offensif central | 23 janvier 1990    | Kanturk         |  |
| 12 | John O'Rourke       | Milieu offensif gauche  | 31 mars 1992       | Carbury Rangers |  |
| 13 | Daniel Goulding     | Ailier droit            | 6 juillet 1986     | Éire Óg         |  |
| 14 | Ciarán Sheehan      | Avant-centre            | 19 novembre 1990   | Éire Óg         |  |
| 15 | Brian Hurley        | Ailier gauche           | 2 avril 1992       | Castlehaven     |  |

## Palmarès

### Palmarès du hurling
- All-Ireland Senior Hurling Championships: 30
  - 1890, 1892, 1893, 1894, 1902, 1903, 1919, 1926, 1928, 1929, 1931, 1941, 1942, 1943, 1944, 1946, 1952, 1953, 1954, 1966, 1970, 1976, 1977, 1978, 1984, 1986, 1990, 1999, 2004, 2005

- All-Ireland Under-21 Hurling Championships: 11
  - 1966, 1968, 1969, 1970, 1971, 1973, 1976, 1982, 1988, 1997, 1998

- All-Ireland Minor Hurling Championships: 18
  - 1928, 1937, 1938, 1939, 1941, 1951, 1964, 1967, 1969, 1970, 1971, 1974, 1978, 1979, 1985, 1995, 1998, 2001

- All-Ireland Intermediate Hurling Championships: 5
  - 1965, 1997, 2001, 2003, 2004, 2006

- All-Ireland Junior Hurling Championships: 11
  - 1912, 1916, 1925, 1940, 1947, 1950, 1955, 1958, 1983, 1987, 1994

- National Hurling Leagues: 14
  - 1926, 1930, 1940 1941, 1948, 1953, 1969, 1970, 1972, 1974, 1980, 1981, 1993, 1998

- Munster Senior Hurling Championships: 50
  - 1890, 1892, 1893, 1894, 1901, 1902, 1903, 1904, 1905, 1907, 1912, 1915, 1919, 1920, 1926, 1927, 1928, 1929, 1931, 1939, 1942, 1943, 1944, 1946, 1947, 1952, 1953, 1954, 1956, 1966, 1969, 1970, 1972, 1975, 1976, 1977, 1978 1979, 1982, 1983, 1984, 1985, 1986, 1990, 1992, 1999, 2000, 2003, 2005, 2006

- Munster Under 21 Hurling Championships: 18
  - 1966, 1968, 1969, 1970, 1971, 1973, 1975, 1976, 1977, 1982, 1988, 1991, 1993, 1996, 1997, 1998, 2005, 2007

- Munster Minor Hurling Championships: 30
  - 1928, 1936, 1937, 1938, 1939, 1941, 1951, 1964, 1966, 1967, 1968, 1969, 1970, 1971, 1972, 1974, 1975, 1977, 1978, 1979, 1985, 1986, 1988, 1990, 1994, 1995, 1998, 2000, 2004, 2005, 2006

- Munster Junior Hurling Championships: 21
  - 1912, 1916, 1923, 1925, 1929, 1932, 1937, 1938, 1940, 1947, 1950, 1955, 1958, 1959, 1960, 1983, 1984, 1987, 1992, 1994, 1996

- Munster Intermediate Hurling Championships: 11
  - 1964, 1965, 1967, 1969, 1997, 1999, 2001, 2003, 2004, 2005, 2006

- Joueurs membres du GAA All Stars Awards: 97
  - 1971 (2), 1972 (5), 1974 (2), 1975 (1), 1976 (5), 1977 (8), 1978 (6), 1979 (3), 1980 (2), 1981 (1), 1982 (3), 1983 (3), 1984 (6), 1985 (2), 1986 (7), 1987 (1), 1988 (1), 1990 (6), 1991 (3), 1992 (3), 1993 (2), 1999 (6), 2000 (2), 2003 (3), 2004 (7), 2005 (6)

### Palmarès du Football
- All-Ireland Senior Football Championships: 7
  - 1890, 1911, 1945, 1973, 1989, 1990, 2010

- All-Ireland Under-21 Football Championships: 11
  - 1970, 1971, 1980, 1981, 1984, 1985, 1986, 1989, 1994, 2007, 2009

- All-Ireland Minor Football Championships: 10
  - 1961, 1967, 1968, 1969, 1972, 1974, 1981, 1991, 1993, 2000

- All-Ireland Junior Football Championships: 17
  - 1951, 1953, 1955, 1964, 1972, 1984, 1987, 1989, 1990, 1993, 1996, 2001, 2005, 2007, 2009, 2011, 2013

- National Football Leagues: 8
  - 1952, 1956, 1980, 1989, 1999, 2010, 2011, 2012

- National Football Leagues Division 2: 1
  - 2009

- Munster Senior Football Championships: 37
  - 1890, 1893, 1894, 1899, 1901, 1906, 1907, 1911, 1916, 1928, 1943, 1945, 1949, 1952, 1956, 1957, 1966, 1967, 1971, 1973, 1974, 1983, 1987, 1988, 1989, 1990, 1993, 1994, 1995, 1999, 2002, 2006, 2008, 2009, 2012

- Munster Under-21 Football Championships: 24
  - 1963, 1965, 1969, 1970, 1971, 1974, 1979, 1980, 1981, 1982, 1984, 1985, 1986, 1989, 1994, 2001, 2004, 2005, 2006, 2007, 2009, 2011, 2012, 2013

- Munster Minor Football Championships: 30
  - 1939, 1952, 1959, 1960, 1961, 1964, 1966, 1967, 1968, 1969, 1971, 1972, 1973, 1974, 1976, 1977, 1981, 1983, 1985, 1986, 1987, 1991, 1992, 1993, 1999, 2000, 2001, 2005, 2007, 2010

- Munster Junior Football Championships: 28
  - 1911, 1932, 1933, 1940, 1951, 1953, 1955, 1957, 1962, 1964, 1966, 1970, 1971, 1972, 1984, 1986, 1987, 1989, 1990, 1992, 1993, 1996, 2001, 2005, 2007, 2009, 2011, 2013

- McGrath Cups: 6
  - 1998, 1999, 2006, 2007, 2009, 2012

- Dr. Croke Cups:  1
  - 1902

### Palmarès du Camogie
- All-Ireland Senior Camogie Championships: 19
  - 1939, 1940, 1941, 1970, 1971, 1972, 1973, 1978, 1980, 1982, 1983, 1992, 1993, 1995, 1997, 1998, 2002, 2005, 2006

- All-Ireland Junior Camogie Championships: 7
  - 1973, 1980, 1983, 1984, 1996, 1999, 2004

- All-Ireland Minor Camogie Championships: 13
  - 1975, 1976, 1978, 1979, 1980, 1983, 1984, 1985, 1998, 1999, 2001, 2002, 2003

- National Camogie Leagues: 13
  - 1984, 1986, 1991, 1992, 1995, 1996, 1997, 1998, 1999, 2000, 2001, 2003, 2006

### Palmarès du football féminin
- All-Ireland Senior Ladies' Football Championships: 3
  - 2005, 2006, 2007

- National Ladies' Football Leagues: 2
  - 2005, 2006

- All-Ireland Junior Ladies Football Championship:  1
  - 1995

- All-Irelannd Under-18 Ladies Football Championship:  5
  - 1985, 1988, 2003, 2004, 2006

- All-Ireland Under-16 Ladies Football Championship:  5
  - 1984, 1986, 2002, 2004, 2005

- All-Ireland Under-14 Ladies Football Championship:  5
  - 2000, 2001, 2002, 2003, 2006

- All-Ireland Intermediate Ladies' Football Championship: 1
  - 1998